# 2-я армия (вермахт)
Не следует путать с 2-й немецкой армией в Первой мировой войне
2-я армия (нем. 2. Armee) — германская армия, принимала участие во Второй мировой войне.

## Боевой путь
2-я армия сформирована 20 октября 1939 года, первоначально дислоцировалась на западной границе Германии.
Участвовала во Французской кампании (1940) и Югославской кампании (1941).
С началом войны против СССР штаб армии находился в резерве группы армий «Центр», затем объединил войска южного фаса Белостокского «котла». В июле-августе 1941 года 2-я врмия участвовала в Смоленском сражении на южном фланге группы армий «Центр»: вела бои в Полесье, оборонялась на Бобруйском направлении, затем участвовала в наступлении на Гомель и дальнейшем наступлении на Киев с севера. 
1 октября 1941 года в рамках операции «Тайфун» 2-я армия прорвала оборону 50-й армии Брянского фронта.
1942: На начальном этапе операции «Блау» действовала на северном фланге группы армий «Б»; вела наступление на Воронеж.

## Состав
- в июне 1940: 7-й, 9-й и 26-й армейские корпуса
- в августе 1941: 35-й, 43-й, 53-й, 12-й и 13-й армейские корпуса[2]
- в сентябре 1941: 13-й и 43-й армейские корпуса
- в июне 1942: 6-й и 55-й армейские корпуса
- в июле 1942:

- 308-е армейское артиллерийское командование
- 124-е артиллерийское командование
- 139-е артиллерийское командование
- 7-е артиллерийское командование
- 618-й моторизованный артиллерийский полковой штаб
- 677-й моторизованный артиллерийский полковой штаб
- 1/231-й лёгкий гаубичный полк (на конной тяге)
- 709-й моторизованный артиллерийский дивизион (100 мм)
- 842-й моторизованный артиллерийский дивизион (100 мм)
- 2/51-й моторизованный тяжёлый гаубичный полк
- 2/67-й моторизованный тяжёлый гаубичный полк
- 1/108-й моторизованный тяжёлый гаубичный полк
- 3/818-й моторизованный тяжёлый гаубичный полк
- 2/109-й моторизованный миномётный полк (210 мм)
- 635-й моторизованный миномётный дивизион (210 мм)
- 735-й моторизованный миномётный дивизион (210 мм)
- 13-й моторизованный наблюдательный батальон
- 15-й моторизованный наблюдательный батальон
- 22-й моторизованный наблюдательный батальон
- 45-й моторизованный наблюдательный батальон
- 100-я моторизованная батарея аэростатов
- 505-й моторизованный метеорологический отряд
- 502-й моторизованный геодезический взвод
- 507-й моторизованный сапёрный полковой штаб
- 685-й моторизованный сапёрный полковой штаб
- 215-й сапёрный батальон (на конной тяге)
- 221-й сапёрный батальон (на конной тяге)
- 654-й сапёрный батальон (на конной тяге)
- 742-й сапёрный батальон (на конной тяге)
- 752-й сапёрный батальон (на конной тяге)
- 4-й мостостроительный батальон
- 2/404-я моторизованная мостовая колонна Б
- 1/409-я моторизованная мостовая колонна Б
- 534-я моторизованная мостовая колонна Б
- 660-я моторизованная мостовая колонна Б
- 81-й отряд с имуществом для мостовых колонн Б
- 675-й отряд с имуществом для мостовых колонн Б
- Штаб II командования крепостных сапёров
- 3-й крепостной строительный батальон
- 29-й крепостной строительный батальон
- 7-й старший строительный штаб
- 24-е командование строительных войск
- 42-е командование строительных войск
- 108-е командование строительных войск
- 44-й строительный батальон
- 63-й строительный батальон
- 78-й строительный батальон
- 79-й строительный батальон
- 80-й строительный батальон
- 120-й строительный батальон
- 123-й строительный батальон
- 134-й строительный батальон
- 135-й строительный батальон
- 154-й строительный батальон
- 214-й строительный батальон
- 217-й строительный батальон
- 320-й строительный батальон
- 417-й строительный батальон
- 419-й строительный батальон
- 523-й тяжёлый дорожно-строительный батальон
- 133-й строительный батальон К
- 144-й строительный батальон К
- 402-й строительный батальон К
- XIX старший командующий Имперской строительной службы
- 310-я (велосипедная) группа Имперской строительной службы
- 313-я (велосипедная) группа Имперской строительной службы
- 314-я (велосипедная) группа Имперской строительной службы
- 23-я (велосипедная) группа Имперской строительной службы
- Штабной отряд Мецнера Организации Тодта
- 41-й отряд Организации Тодта
- 87-й отряд Организации Тодта
- 611-й противотанковый дивизион (76,2-мм САУ)
- 560-й противотанковый дивизион (75мм)
- 654-й противотанковый дивизион (75мм)
- 605-й зенитный батальон
- 619-й зенитный батальон
- 563-й полк связи
- 58-е полевое командование связи
- 676-я пропагандистская рота
- 620-й звукометрический отряд
- VIII армейский корпус:
  - 57-я пехотная дивизия
    - 1/,2/,3/199-й пехотный полк
    - 1/,2/,3/217-й пехотный полк
    - 157-й противотанковый дивизион
    - 157-й велосипедный батальон
    - 1/,2/,3/,4/157-й артиллерийский полк
    - 157-й сапёрный батальон
    - 157-й батальон связи
    - Подразделения поддержки дивизии

  - 168-я пехотная дивизия
    - 1/,2/,3/417-й пехотный полк
    - 1/,2/,3/429-й пехотный полк
    - 248-й противотанковый дивизион
    - 248-й велосипедный батальон
    - 1/,2/,3/,4/,5/248-й артиллерийский полк
    - 248-й сапёрный батальон
    - 248-й батальон связи
    - Подразделения поддержки дивизии

  - 387-я пехотная дивизия:
    - 1/,2/,3/541-й пехотный полк
    - 1/,2/,3/542-й пехотный полк
    - 1/,2/,3/543-й пехотный полк
    - 387-й быстрый батальон
    - 1/,2/,3/,4/387-й артиллерийский полк
    - 387-й сапёрный батальон
    - 387-й батальон связи
    - Подразделения поддержки дивизии

  - 340-я пехотная дивизия:
    - 1/,2/,3/694-й пехотный полк
    - 1/,2/,3/695-й пехотный полк
    - 1/,2/,3/696-й пехотный полк
    - 340-й быстрый батальон
    - 1/,2/,3/,4/340-й артиллерийский полк
    - 340-й сапёрный батальон
    - 340-й батальон связи
    - Подразделения поддержки дивизии
- XIII армейский корпус:
  - 377-я пехотная дивизия
    - 1/,2/,3/768-й пехотный полк
    - 1/,2/,3/769-й пехотный полк
    - 1/,2/,3/770-й пехотный полк
    - 377-й быстрый батальон
    - 1/,2/,3/,4/377-й артиллерийский полк
    - 377-й сапёрный батальон
    - 377-й батальон связи
    - Подразделения поддержки дивизии

  - 385-я пехотная дивизия
    - 1/,2/,3/537-й пехотный полк
    - 1/,2/,3/538-й пехотный полк
    - 1/,2/,3/539-й пехотный полк
    - 385-й быстрый батальон
    - 2/,3/,4/385-й артиллерийский полк
    - 385-й сапёрный батальон
    - 385-й батальон связи
    - Подразделения поддержки дивизии

  - 82-я пехотная дивизия:
    - 1/,2/,3/158-й пехотный полк
    - 1/,2/,3/166-й пехотный полк
    - 1/,2/,3/168-й пехотный полк
    - 182-й быстрый батальон
    - 1/,2/,3/,4/182-й артиллерийский полк
    - 182-й сапёрный батальон
    - 182-й батальон связи
    - Подразделения поддержки дивизии
- LV армейский корпус:
  - 88-я пехотная дивизия:
    - 1/,2/,3/245-й пехотный полк
    - 1/,2/,3/246-й пехотный полк
    - 1/,2/,3/248-й пехотный полк
    - 188-й быстрый батальон
    - 1/,2/,3/,4/188-й артиллерийский полк
    - 188-й сапёрный батальон
    - 188-й батальон связи
    - Подразделения поддержки дивизии

  - 45-я пехотная дивизия:
    - 1/,2/,3/130-й пехотный полк
    - 1/,2/,3/133-й пехотный полк
    - 1/,2/,3/135-й пехотный полк
    - 45-й противотанковый дивизион
    - 45-й велосипедный батальон
    - 1/,2/,3/98-й артиллерийский полк
    - 1/99-й артиллерийский дивизион
    - 81-й сапёрный батальон
    - 65-й батальон связи
    - Подразделения поддержки дивизии

  - 95-я пехотная дивизия:
    - 1/,2/,3/278-й пехотный полк
    - 1/,2/,3/279-й пехотный полк
    - 1/,2/,3/280-й пехотный полк
    - 195-й быстрый батальон
    - 1/,2/,3/,4/195-й артиллерийский полк
    - 195-й сапёрный батальон
    - 195-й батальон связи
    - Подразделения поддержки дивизии

  - 383-я пехотная дивизия:
    - 531-й пехотный полк
    - 532-й пехотный полк
    - 533-й пехотный полк
    - 383-й быстрый батальон
    - 1/,2/,3/,4/383-й артиллерийский полк
    - 383-й сапёрный батальон
    - 383-й батальон связи
    - Подразделения поддержки дивизии[3]

- в январе 1943: 7-й, 13-й и 55-й армейские корпуса
- в июле 1943: 7-й и 13-й армейские корпуса
- в декабре 1943: 46-й и 56-й танковые корпуса, 20-й армейский корпус, 7-й венгерский армейский корпус
- в апреле 1944: 56-й танковый корпус, 8-й и 23-й армейские корпуса
- в сентябре 1944: 20-й и 23-й армейские корпуса, 1-й кавалерийский корпус
- в марте 1945: 7-й танковый корпус, 23-й и 27-й армейские корпуса, 18-й горный корпус

## Командующие
- с 20 октября 1939 — генерал кавалерии (затем генерал-полковник) Максимиллиан фон Вейхс
- с 15 июля 1942 — генерал пехоты (затем генерал-полковник) Ганс фон Зальмут
- с 4 февраля 1943 — генерал пехоты (затем генерал-полковник) Вальтер Вайс
- с 12 марта 1945 — генерал танковых войск Дитрих фон Заукен